# HMS Columbine (1806)
Pour les autres navires du même nom, voir HMS Columbine.
Le HMS Columbine est un brick de 18 canons en service dans la Royal Navy de 1806 à 1824.

## Histoire
Le HMS Columbine est lancé à Bucklers Hard le 16 juillet 1806.
Il patrouille dans les eaux méditerranéennes et le long de la côte Atlantique, passant par Cadix, Lisbonne et Gibraltar. En 1814, en compagnie de la frégate Pique, il échappe à l'USS Constitution.
Arrivé en Guadeloupe le 10 novembre, il y reste quelque temps.
Le 12 janvier 1824, sous le commandement du capitaine Charles Abbot, le HMS Columbine s'échoue au large de l'île grecque de Sapientza,.